# Гура-Бохотін
Гура-Бохотін (рум. Gura Bohotin) — село у повіті Ясси в Румунії. Входить до складу комуни Горбан.
Село розташоване на відстані 314 км на північний схід від Бухареста, 44 км на південний схід від Ясс.

## Населення
За даними перепису населення 2002 року у селі проживала 471 особа, усі — румуни. Усі жителі села рідною мовою назвали румунську.